# 74e parallèle sud
Pour les articles homonymes, voir 74e parallèle.
En géographie, le 74e parallèle sud est le parallèle joignant les points de la surface de la Terre dont la latitude est égale à 74° sud.

## Géographie

### Dimensions
Dans le système géodésique WGS 84, au niveau de 74° de latitude sud, un degré de longitude équivaut à 30,779 km ; la longueur totale du parallèle est donc de 11 080 km, soit environ 27,5 % de celle de l'équateur. Il en est distant de 8 215 km et du pôle Sud de 1 787 km,.

### Régions traversées
Le 74e parallèle sud passe au-dessus de l'Antarctique sur près des deux-tiers de sa longueur, le reste étant situé sur l'océan Austral.
Le tableau ci-dessous résume les différentes zones traversées par le parallèle :
| Zone                           | Début                 | Fin                   | Longueur (km) |
| ------------------------------ | --------------------- | --------------------- | ------------- |
| Antarctique                    | 74° 00′ S, 14° 52′ O  | 74° 00′ S, 165° 22′ E | 5 547         |
| Océan Austral (mer de Ross)    | 74° 00′ S, 165° 22′ E | 74° 00′ S, 125° 42′ O | 2 122         |
| Île Siple                      | 74° 00′ S, 125° 42′ O | 74° 00′ S, 123° 56′ O | 54            |
| Océan Austral (mer d'Amundsen) | 74° 00′ S, 123° 56′ O | 74° 00′ S, 122° 26′ O | 46            |
| Île Carney                     | 74° 00′ S, 122° 26′ O | 74° 00′ S, 119° 03′ O | 104           |
| Océan Austral (mer d'Amundsen) | 74° 00′ S, 119° 03′ O | 74° 00′ S, 117° 07′ O | 60            |
| Île Wright                     | 74° 00′ S, 117° 07′ O | 74° 00′ S, 116° 23′ O | 23            |
| Océan Austral (mer d'Amundsen) | 74° 00′ S, 116° 23′ O | 74° 00′ S, 114° 55′ O | 45            |
| Antarctique (péninsule Martin) | 74° 00′ S, 114° 55′ O | 74° 00′ S, 114° 10′ O | 23            |
| Océan Austral (mer d'Amundsen) | 74° 00′ S, 114° 10′ O | 74° 00′ S, 101° 45′ O | 382           |
| Antarctique                    | 74° 00′ S, 101° 45′ O | 74° 00′ S, 61° 31′ O  | 1 238         |
| Océan Austral (mer de Weddell) | 74° 00′ S, 61° 31′ O  | 74° 00′ S, 14° 52′ O  | 1 436         |
| Antarctique                    | 74° 00′ S, 14° 52′ O  | 74° 00′ S, 165° 22′ E | 5 547         |